# Spilosoma procedra
Spilosoma procedra är en fjärilsart som beskrevs av Swinhoe 1907. Spilosoma procedra ingår i släktet Spilosoma och familjen björnspinnare. Inga underarter finns listade i Catalogue of Life.